# Kolenčniki
Kolenčniki ali ščitniki za kolena so zaščitna oprema različnih služb, tako uniformiranih kot civilnih. Nosijo se predvsem za zaščito kolen, da bi preprečili poškodbe kolen ob padcih ali udarcih v oviro. Ker so iz notranje strani oblazinjeni, zaradi tega omogočajo daljše klečanje.